# Scinax constrictus
Espèce
Statut de conservation UICN

 LC  : Préoccupation mineure
Scinax constrictus est une espèce d'amphibiens de la famille des Hylidae.

## Répartition
Cette espèce est endémique du Brésil. Elle se rencontre dans les États de Goiás, dans le sud-est du Tocantins, au Minas Gerais et dans le nord du Mato Grosso do Sul.

## Publication originale
- Lima, Bastos & Giaretta, 2005 : A new Scinax Wagler, 1830 of the S. rostratus group from Central Brazil (Amphibia, Anura, Hylidae). Arquivos do Museu Nacional, Rio de Janeiro, vol. 62, no 4, p. 505-512.